# سناک
سناک (به فرانسوی: Sénac) یک کمون در فرانسه است که در Canton of Rabastens-de-Bigorre واقع شده‌است.

## خصوصیات
سناک ۸٫۹۴ کیلومترمربع مساحت و ۲۱۵ نفر جمعیت دارد و ۳۰۰ متر بالاتر از سطح دریا واقع شده‌است.